# Мачухи
Мачухи́ — село в Україні, адміністративний центр Мачухівської сільської громади Полтавського району Полтавської області. Населення — 2462 осіб. До 2017 року орган місцевого самоврядування — Мачухівська сільська рада.

## Назва
Існує переказ, що назву села отримано від злої мачухи, яка вигнала своїх пасинків, і вони утворили нове село.[джерело?]

## Географія
Село розташоване за 12 км від міста обласного центру, межує із селами Судіївка та Куклинці. Поруч з центром села знаходиться став Мирський. Поруч пролягає автошлях міжнародного значення М22E584.
Поблизу села розташовані поселення:
- доби бронзи (3 1 тис. до н. е.);
- черняхівської культури (II—V ст. до н. е.);
- городище XI—ХІІІ століття.

## Історія
Село засноване у першій половині XVII  століття українськими козаками. Жителі відносилися до 2-ї сотні Полтавського козацького полку.
Згідно з «Генеральним слідством про маєтності Полтавського полку 1729—1730» село було військовим, мало 352 двори. Універсалом 1710 року передано під відання міської ратуші Полтави «за руйнування під час шведської навали».
За переписом 1718 року в селі проживало 238 козаків. Населення займалося хліборобством, гуральництвом, бджільництвом. У 1722 році в селі налічувалося 818 вуликів. Було кілька млинів. У 1769 році у селі, що входило до Другої Полтавської сотні Полтавського полку, проживав 1051 козаків. Крім них, у селі жили магістратські селяни (у 1782 році їх налічувалося 572). Згодом вони були віднесені до категорії державних селян. У 1795 році їх проживало в селі 648 осіб.
На початку XX століття у волосному центрі села відкрито богадільню, медичну дільницю, аптеку. Садівництво було одним з основних промислів місцевого населення. Особливо славилися мачухівські сливи. Виробляли тут колеса та вози.
З 1917 року — у складі УНР. Спроба промосковського заколоту відбулася в січні 1918 року. Під час Визвольних змагань діяв Мачуський повстанський загін, який очолювали А. А. Горда і Д. Х. Сердюк.
1920 року у Мачухах відкрито семирічну школу-інтернат.
З 1925 по 1931 роки село було адміністративним центром Мачуського району.
У 1929 році, під час примусової колективізації, було створено колгоспи: «Червоний партизан», «Спільна нива», «Нове життя», «Червона зірка».
Під час Голодомору у 1932—1933 роках в селі загинуло більше половини її мешканців. Такі дані наводить у своїй книжці «Жнива скорботи» відомий історик Роберт Конквест. Деякі найближчі до села хутори, у яких проживали селяни-одноосібники, вимерли повністю: Сороки — 50 господарств, Лебеді — 5 господарств, Твердохліби — 5 господарств, Малолітка — 7 господарств.
Село під час німецько-радянської війни було зайняте німцями з 17 жовтня 1941 по 23 жовтня 1943 року. До Німеччини на роботу виїхали 298 осіб, комуністи довели до смерті на фронтах 192 громадян села.
12 червня 2020 року, відповідно до розпорядження Кабінету Міністрів України № 721-р «Про визначення адміністративних центрів та затвердження територій територіальних громад Полтавської області», село увійшло до складу Мачухівської сільської громади.
19 липня 2020 року, в результаті адміністративно-територіальної реформи та ліквідації Полтавського району (1925—2020), село увійшло до складу новоутвореного Полтавського району).
18 травня 2025 року у соцмережах опубліковане відео, де підлітки розбивали пам'ятник Іванові Мічуріну, на якому є можливість побачити як через декілька ударів від скульптури відпала голова. Усе це знімали на камеру. Відомос що сам Мічурін ніяк не пов'язаний з селом Мачухи. У 2023 році у селищній громаді розглядалося питання щодо його демонтажу, однак громадського обговорення так і не відбулося, а рішення не було ухвалено. За свідченням істориків, саме зі сприянням та доносу Мічуріна був закатований у 1938 році відомий український вчений, біолог Володимир Симиренко.

## Населення
За даними на 1859 рік у власницькому та козацькому містечку, центрі Мачухівської волості Полтавського повіту Полтавської губернії, мешкало 5207 осіб (2020 чоловічої статі та 3187 — жіночої), налічувалось 596 дворових господарства, існували 4 православні церкви, волосна управа, сільська управа та козацьке приходське училище, відбувалось 3 ярмарки на рік.
Станом на 1885 рік у волосному містечку Мачухи Полтавського повіту Полтавської губернії мешкало 3571 осіб, налічувалось 519 дворових господарств.
У 1900 році — 1015 дворів, волосне управління, 2 церкви — Іоанно-Богословська та Покровська, єврейський молитовний дім, 2 земські школи, церковно-парафіяльна школа та школа грамоти, 15 крамниць, 4 ярмарки на рік.
У 1910 році у Мачухах проживало 4845 жителів у 900 дворах (у тому числі 616 — козацьких).
У 1926 році нараховувалось 450 господарств, 2067 жителів.
| 1859  | 1885  | 1910  | 1926  | 1990  | 2001  |
| ----- | ----- | ----- | ----- | ----- | ----- |
| 5 207 | 3 571 | 4 845 | 2 067 | 2 900 | 1 882 |
|       | ▼     | ▲     | ▼     | ▲     | ▼     |

### Мова
Розподіл населення за рідною мовою за даними перепису 2001 року:
| Мова            | Кількість | Відсоток |
| --------------- | --------- | -------- |
| українська      | 3167      | 94.91%   |
| російська       | 148       | 4.43%    |
| вірменська      | 13        | 0.39%    |
| білоруська      | 4         | 0.12%    |
| румунська       | 2         | 0.06%    |
| інші/не вказали | 3         | 0.09%    |
| Всього          | 3337      | 100%     |

## Економіка
У селі розміщені такі підприємства та організації:
- ТОВ «Прем'єр Сокс»

## Соціальна сфера
- Полтавська центральна районна лікарня
- Мачухівський НВК
- Мачуська центральна бібліотека

## Спорт
Мотобольний клуб «Дружба»:
Команда була створена у Мачухах у 1984 році — з ініціативи місцевого колгоспу «Дружба». Старт команди виявився феєричним. Вже наступного сезону — 1985 року — «Дружба» стала чемпіоном України (серед 16-ти команд) і сенсаційно виграла (у Вознесенську) перехідний турнір за вихід до першої ліги чемпіонату СРСР. У рік дебюту у першій лізі «Дружба» посіла п'яте місце. Наступного сезону (1987) — шосте. Два роки поспіль (1988, 1989) мотоболісти з Мачух завойовували бронзові медалі першості СРСР серед команд першої ліги, причому двічі поспіль «Дружбу» на очко випереджала одна й та сама команда — «Виноградар» (станиця Наурська, Чечено-Інгушська АССР). Двічі «бронзу» наші земляки завойовували з однаковим показником — маючи по 26 очок: у 1998 році — 11 перемог, 4 нічиї, 3 поразки (м'ячі — 36:18), у 1989 році — 10 перемог, 6 нічиїх, 2 поразки (м'ячі — 36:16). У 1990 році «Дружба» посіла 5-е місце у першій лізі, але наступного сезону дебютувала у… вищій лізі чемпіонату СРСР з мотоболу. Склад команди, який зафіксовано у мотобольних програмках, був таким: граючий начальник команди — Віталій Шапран, граючий тренер — майстер спорту міжнародного класу Юрій Алексенський, воротар — Олег Геращенко, польові гравці: Сергій Крючков, Микола Мироненко, Сергій Білоконь, Юрій Бурлай, Анатолій Бурлай, В'ячеслав Шевченко, механік — Юрій Геращенко. Влітку 1991 року у Мачухах відбувся останній календарний матч за участю місцевих мотоболістів, після чого мотобол у Мачухах занепав на довгі роки. День відродження мототреку в Мачухах  — 17 серпня 2014 року. Цього дня тут відбувся товариський матч «Колос» — «Нива», який місцеві фани вже встигли охрестити матчем «відродження» мотоболу в Мачухах.
Отже, велика гра через 23 роки повернулася до Мачух, які у минулому були одним із наймотобольніших сіл України і Радянського Союзу. Мотобольні уболівальники зі стажем пам'ятають, що раніше матчі в Мачухах перетворювалися на справжнє спортивне свято. На мототреці і поблизу нього збиралося до 10 тисяч глядачів — у радянські часи з Полтави до Мачух можна було доїхати на автобусі за 35-40 копійок. У межах мототреку щоразу вирував справжній ярмарок, на якому можна було поласувати і шашликами, і смаженою рибою, і пахучими пиріжками, і свіжим медом.
На матчі команди «Дружба» (Мачухи) випускалися навіть програмки, які нині стали раритетом для всіх шанувальників мотоболу в Європі.
Після свого відродження команда провела ряд товариських матчів, брала участь у товариських турнірах, головним досягненням стала участь команди у чемпіонаті України 2015 року, де «Дружбі» вдалося вибороти бронзові нагороди. Склад команди сезону 2015 року: Ткаченко Анатолій, Таран Констянтин, Сергєєв Максим, Мироненко Алан, Таран Іван, Таран Анатолій, Калінін Володимир, Кінаш Олександр, Білокінь Олександр, Крючков Олександр.
Футбольний клуб «Дружба»:
Кольори: =2008-2010 червоно-білі=,=2010-2012 чорно-золоті=, =2012 блакитно-білі=.
Срібний призер чемпіонату Полтавського р-н з футболу 2010 року серед команд другої ліги.
Бронзовий призер зимового чемпіонату Полтавського р-н з мініфутболу 2011—2012 року серед команд другої ліги.
Учасник півфіналу на кубок полтавського району 2010 р. Четверте місце в чемпіонаті Полтавського ррйону 2012 року. В зимовому Чемпіонаті Полтавського району 2014—2015 рр. команда вийшла у Першу лігу.
Склад команди сезону 2015 року: Ткаченко Анатолій, Ткаченко Олександр, Ткаченко Вячеслав, Ткаченко Сергій, Пліш Дмитро, Михайлик Андрій, Крючков Олександр, Шепітько Станіслав, Миронеко Алан, Гольтвяничий В'ячеслав, Панасенко Павло, Панасенко Данило, Крамаренко Ігор, Рева Олег, Цимбал Олександр, Коновал Олександр, Іщенко Владислав, Гапонов Дмитро, Рева Євген.

## Архітектура
Пам'ятники:
- надгробок на братській могилі радянських воїнів, полеглим 1943 року при визволенні села;
- пам'ятник воїнам-односельчанам, загиблим у роки німецько-радянської війни (збудований 1954 року).
- Пам'ятник Мічуріну (зруйнований у травні 2025 року).

Культова споруда:
- Іоанно-Богословська церква  — перша згадка прирпадає на 1759 рік, коли з дозволу київського митрополита Арсенія храм перебудували. Перебуває у користуванні ПЦУ.

## Відомі особи
Уродженці селища:
- Вільшанський Микола Іванович — режисер та актор початку XX століття.
- Лісовський Олексій Миколайович — український літературознавець, фольклорист.
- Тесленко Костянтин Макарович (1917—1988) — український письменник.
- Ткачова Людмила Іванівна — український історик.
- Яценко Лука (1729—1807) — церковний діяч та письменник.

## Цікаві факти
У села Мачухи Полтавського району є свій сорт груш — Мачуська глива. Вивели його наприкінці XIX століття. Плоди Мачуської гливи досягають 400—700 г. Груші мають гарний вигляд, запашні та смачні. Їх легко сушити. Дерева — високі й розлогі, стійкі до суворих погодних умов. Дають рясний врожай практично щороку. У нарисі Антоніни й Анатолія Гейків «На зламі епох: нарис з історії Мачухів» згадується, що 18 квітня 2017 року Мачухівська сільська рада затвердила зміни до зображення герба села. Відтоді у верхньому лівому куті на блакитному фоні зображена жовта груша із зеленим листком. Вона символізує любов, здоров'я, надію та свідчить про давні традиції садівництва.
Різки цього дерева привіз 1861 року селянин Корнієць від свого поміщика. Тому довгий час сорт називали «корнійцівським». Тоді сорт набув такої популярності, що на початку XX століття його внесли в помологічний перелік (помологія — наука про сорти плодових і ягідних рослин).